# Ecuador en los Juegos Olímpicos de Atenas 2004
Ecuador estuvo representado en los Juegos Olímpicos de Atenas 2004 por un total de 16 deportistas, 11 hombres y 5 mujeres, que compitieron en 7 deportes.
La portadora de la bandera en la ceremonia de apertura fue la halterófila Alexandra Escobar. El equipo olímpico ecuatoriano no obtuvo ninguna medalla en estos Juegos.